# Александру Влад
Алекса́ндру Нікола́е Влад (рум. Alexandru Nicolae Vlad; нар. 6 грудня 1989, Сигіт) — румунський футболіст, захисник дніпровського «Дніпра».

## Клубна кар'єра

### Румунія
Вихованець клубу «Ардялул» (Клуж-Напока).
У 2008 році він дебютував за клуб «Інтернаціонал» (Куртя-де-Арджеш) у другому дивізіоні Румунії, де за 21 матч забив 7 м'ячів, попри те що він лівий захисник. Наприкінці сезону він переїхав до клубу «Седжата» (Неводарі). Там він був протягом 2009—2011 років: зіграв 57 матчів і відзначився 1 раз голом.
Улітку 2011 року був запрошений до клубу Ліги I «Пандурій». Перший матч на топ рівні провів 24 липня 2011 року — нічия 1:1 із «Чахлеулом». Усього за клуб зіграв 57 матчів.

### «Дніпро»
У липні 2013 року став гравцем українського «Дніпра». Сума трансферу за лівого захисника коливалася від 1,2 мільйон євро (неофіційні джерела у «Дніпрі») до 2 млн євро (румунські ЗМІ). Зарплата футболіста становила 300 тисяч євро на рік. За клуб дебютував у Лізі Європи в матчі проти «Нимме Калью». 4 грудня 2013 взяв участь у поєдинку «Дніпра» з харківським «Металістом», але зіграв лише 8 хвилин.

## Досягнення
«Інтернаціонал»
- Віце-чемпіон другої ліги Румунії: 2008/09

 «Пандурій»
- Віце-чемпіон Румунії: 2012/13

 «Дніпро»
- Віце-чемпіон України: 2013/14
- Бронзовий призер чемпіонату України: 2014/15
- Фіналіст Ліги Європи: 2014/15